# Висушування окропом
Висушування окропом (англ. Hot water drying) — технологія приготування водо-вугільного палива (ВВП) на основі бурого вугілля.

## Опис
Технологія включає пресування вугілля у водному середовищі за спеціальною методикою, яка забезпечує втрату бурим вугіллям хімічно зв’язаної води при певному режимі росту температури і тиску, а також відсутність ресорбції води. У результаті зміни структури бурого вугілля, смоли, які знаходяться у ньому у великій кількості, закупорюють пори і не дають потрапити волозі у вугілля. Таким чином вугілля переходить від гідрофільного стану до гідрофобного. Технологія «hot water drying» має ще одну перевагу — видалення натрію під час процесу сушки. Видалення натрію знижує ризик забруднення і шлакоутворення у котлах.

## Джерело
- Energy & Environmental Research Center (EERC).
- Круть, Олександр Анатолійович. Водовугільне паливо : Монографія. К.: Наук. думка, 2002. 169 с.